# Курбонасейнов, Наврузшо
Наврузшо Курбонасейнов (тадж. Наврузшоҳ Курбонусейнов; 11 января 1911, Хорог, Хорогский район, Ферганская область, Российская империя — 31 мая 1992, Хорог, Таджикистан) — советский, таджикский певец, актёр, музыкант, композитор. Кавалер ордена «Знак Почёта» (1957). Народный певец (гафиз) Таджикской ССР (1960), организатор коллективной творческой деятельности театра на Памире.

## Биография
Родился 11 января 1911 года в Хороге (ныне админцентр Горно-Бадахшанской автономной области Республики Таджикистан), на Памире Ферганской области Туркестанского генерал-губернаторства Российской империи в семье дехканина-середняка Наврузшоева Курбонасейна (1861—1940), известного певца и исполнителя на традиционных музыкальных инструментах в Хороге, в Шугнанской волости Хорогского района.
Наврузшо Курбонасейнов в детстве находился на воспитании у родителей. Свою творческую деятельность начал под руководством отца, в 13 лет стал активным исполнителем в составе художественной самодеятельной группы школьников Шугнанской волости (по другим данным, в группе одарённых исполнителей художественной самодеятельности Хорогского погранотряда), где проявил себя в выступлениях на торжествах по случаю народных празднеств и государственных знаменательных дат (1924—1927).
В 16 лет молодой Наврузшо продолжил свои творческие способности во вновь созданном образцовом клубе в Хороге, в кружке художественной самодеятельности (1927—1936).
В 1936 году, после организации первого музыкально-драматического театра в Хороге, наравне с Курбоншо Ноёбшоевым, Косумбеком Шотемуровым, Абдолом Ахмадбековым, Муборакшо Гуленовым, Гулаёзом Наврузбековым и другими пионерами театра становится профессиональным артистом оркестра, развивается как певец и музыкант в театре (1936—1946). В годы Великой Отечественной войны был председателем первичной профсоюзной организации театра, инициатором перечисления 15 % заработной платы в счёт помощи фронту. «По этому поводу театр на имя парторга М. Н. Назарова и председателя комитета профсоюза театра Н. Курбонасейнова получал благодарственную телеграмму от Верховного Главнокомандующего И. В. Сталина».
В 1946—1971 гг. занимал должность заведующего музыкальной частью и дирижёра оркестра Государственного музыкально-драматического театра имени Рудаки, «стать достойным преемником известного композитора Ивана Иосифовича Рогальского, рекомендовавшего его на этот пост», одновременно работал учителем пения Хорогского детского дома (08.1947—1960). В январе 1946 года вступил в ряды членов КПСС (партбилет № 06824508).
В 1983 году при Областном музыкально-драматическом театре имени Рудаки за счёт ветеранов театра был создан ансамбль «Дурдонахои Бадахшон» («Жемчужины Бадахшана»), инициатором создания ансамбля наряду с другими ветеранами был и Наврузшо Курбонасейнов.
Курбонасейнов Наврузшо был также человеком с широкими познаниями — «имел навыки, знания, приобретённые им в течение всей жизни, лечил людей от травм, искривлений и деформаций конечностей, немало количество вылеченных им больных, врачи с уважением относились к нему».
Наврузшо Курбонасейнов внёс огромный вклад в становление и развитие театра на Советском Памире, свидетельством тому являются его ученики «Майсара Дилдорова (Народная артистка СССР, 1985), Мирзоазиз Мамадазизов (Заслуженный артист Таджикской ССР, 1963), Мусофиршо Маликов (Народный артист Таджикской ССР, 1986), Улфатмо Мамадамбарова (Заслуженная артистка Таджикской ССР), <…> Ғарибсултон Худоёрбекова (Народная артистка Таджикской ССР, 1974), <…> Қиматшо Иматшоев (Народный артист Таджикской ССР), Сафарбегим Тошхӯҷаева (Заслуженная артистка Таджикской ССР, 1985), Мамадато Таваллоев, …».
Наврузшо Курбонасейнов всю свою жизнь посвятил развитию искусства, национального по форме и социалистического по содержанию. На протяжении многих созывов был депутатом Горно-Бадахшанского областного Совета депутатов трудящихся (с 1956). Награждён орденом «Знак Почёта» (1957), удостоен звания «Народный певец Таджикской ССР» (1960) и многими медалями Советского правительства.

## Творчество
В период работы в театре всесторонне развивает своё творчество, в особенности в сборе и изучении местной традиционной народной музыки и песен. В фольклорном творчестве выделяется его музыка к пьесе «Ташбек и Гулькурбан» = «Тошбек ва Гульқурбон» (М. Миршакар, 1946). Автор музыки к 34 театральным спектаклям, концертным программам и танцевальным сюитам, в том числе написал музыку к «кинофильму „Дети Памира“ (1962) — созданной по мотивам поэмы Мирсаида Миршакара „Ленин на Памире“». Виртуозно играл на всех традиционных музыкальных инструментах — памирском рубабе, сетаре, дутаре, тамбуре, гиджаке, дафе, памирском нае и кавказской флейте. В золотом фонде Таджикского радио хранятся такие его произведения, как:
- «Лалаик»,
- «Мадоъ»,
- «Бепарвофалак»,
- «Қурбонат шавам»,
- «Фалак»,
- «Наъвои чўпон»,
- «Булбули саҳни чаман»,
- «Эй парӣ»,
- «Фалак и рапо»,
- «Кав-каби бахт»,
- «Бишкуфад»,
- «Рези кўҳсор»,
- «Камонабрў»
- «Гули лола»[2][1].

Всего известно 300 его произведений, включая также такие, как «Лаъли Бадахшон», «Таронаи дил» (на слова Тилло Пулоди), «Дил» (на слова А. Лохути), «Ғунчаи дил», «Муҳаббат» и другие.
Он был также превосходным мелодистом, многие его мелодии, хранящиеся в золотом фонде Таджикского радио, использовались в драматических произведениях:
- «Афсонаи куҳистон» («Ташбек и Гулькурбан»),
- «Дил-дили Зайнаб»,
- «Субҳи иқбол»,
- «Рақси гул»,
- «Қадам»,
- «Муҳаббат»,
- «Рубоиёт»,
- «Хандида биё»,
- «Овози ман»,
- «Боғбони гул»,
- «Иди ёрон»,
- «Духтари тоҷик».

Несомненно, «все эти музыкальные мелодии относятся непосредственно к Наврузшо Курбонасейнову. Многие его музыкальные сочинения для дуэта и сольной партии были переведены на (более 50) ноты».

## Награды и звания
- Орден «Знак Почёта» — «за достигнутые успехи в деле развития социалистического искусства» (№ 248158, 24.04.1957),
- Народный певец (гафиз) Таджикской ССР (№ 19, 27.08.1960),
- Медаль «За доблестный труд в Великой Отечественной войне 1941—1945 гг.» (Ж № 0072311, 06.06.1945, вручён 14.03.1946),
- Грамота Президиума Верховного Совета Таджикской ССР (№ 1817, 10.03.1941),
- Четырьмя Почётными грамотами Президиума Верховного Совета Таджикской ССР (1946, 1954, 1960, 1961), а также другими государственными и ведомственными наградами Советского Союза[2][3][1][4][5][7][8].

## Семья
- Отец — Наврузшоев Курбонасейн (тадж. Курбонусейн Наврузшоев; 1861—1940) — был дехканином, известным певцом и исполнителем на традиционных музыкальных инструментах в Хороге[1] Шугнанской волости (ныне г. Хорог, областной центр ГБАО Республики Таджикистан)[2].
- Брат — Курбонасейнов Мародасейн (тадж. Муродусейн Курбонусейнов; 1897—1963) — учился в сельской русско-туземной школе в Хороге[10][11], работал завхозом в обл. больнице Хорога (1928—1929); Памирторге (1929—1936), завмагом в Хороге (1936—1942), зав. отделом общепита ОИК ГБАО (1942—1944), заведующим хозяйством Облпотребсоюза ГБАО (с 1945):

В рапорте от 2 января 1910 года подполковник А. В. Муханов (начальник Памирского отряда, уездный начальник Памиром (1908—1912)) писал: С минувшей осени на базарчике в Хороге в специально отстроенном помещении открыта школа для детей туземцев. <…> Лучшими учениками этой школы, были Шириншо Шотемуров, Азизбек Наврузбеков, Сайфулло Абдуллоев, Карамхудо Ельчибеков, Мародусейн Курбонусейнов. <…> В рапорте от 15 октября 1912 года капитан Шпилько (1912—1914) писал: «Обходительное обращение с детьми, хорошее питание и новизна школьной обстановки, очевидно, нравилось таджикам: школа стала пользоваться хорошей репутацией и желающих отправить своих детей в школу находилось достаточно».— 
- Сын М. Курбонасейнова — Мародасейнов Рахматусайн (тадж. Раҳматҳусейн Мародасейнов; 1937—2009) — работал в Хорогском музыкально-драматическом театре им. Рудаки (1955—1992), Заслуженный работник культуры Таджикской ССР (1975).
- Жена — Сафармамадова Давлатмо (1915—1994) — колхозница колхоза им. Сталина в Хороге, была передовиком колхоза с середины 1930-х до конца 1950-х гг.
- Дочь — Наврузшоева Икронбегим (род. 1942) — работала зав. столом личного состава (отдела кадров) Хорогского музыкально-драматического театра им. Рудаки (1966—1992). Муж Силмонов Курбоналишо (1938—2002) — служил офицером в УВД ГБАО (1962—1985)[2][1][10][11].

## Память и признание
- В 1971 году по случаю 60-летия Наврузшо Курбонасейнова в республиканской газете было опубликовано поздравительное стихотворение «Виртуозный музыкант» (тадж. Мутриби Хушнаво), посвящённое Народному гафизу Таджикистана (автор — М. Ҳайдаршо[тадж.])[12].
- Имя Наврузшо Курбонасейнова носит улица в Хороге (1994).

### Комментарии
1. ↑  В 1897 году в состав области была окончательно включена территория Восточного Памира, состоявшая из двух волостей (Памирской и Оршорской) и управлявшаяся начальником Сменного Памирского отряда, его штаб-квартира дислоцировалась с 1891 года в Маргелане, с 1893 года — на Памирском Посту (Мургаб), а с 1899 года — в Хороге.
2. ↑  За время работы в театре Наврузшо Курбонасейнов был несколько раз избран председателем первичной профсоюзной организации театра на общественных началах, без оплаты труда.
3. ↑  В Таджикистане народных певцов называли гафизами, почётное звание «Народный певец (гафиз) Таджикской ССР» установлено в Таджикской ССР 5 февраля 1947 г.
4. ↑  В первой группе лучшими учениками были Шириншо Шотемуров, Азизбек Наврузбеков, Сайфулло Абдуллоев, Карамхудо Ельчибеков, Мародусейн Курбонусейнов[10].